# Aleksići
Aleksići su naseljeno mjesto u sastavu Grada Laktaši, Republika Srpska, BiH.

## Stanovništvo
| Aleksići           |              |
| godina popisa      | 1991.        |
| Srbi               | 180 (88,23%) |
| Hrvati             | 1 (0,49%)    |
| Muslimani          | 0            |
| Jugoslaveni        | 2 (0,99%)    |
| ostali i nepoznato | 21 (10,29%)  |
| ukupno             | 204          |